# Emiliano Martínez (futebolista)
Emiliano Martínez Toranza, mais conhecido como Emiliano Martínez (Punta del Este, 17 de agosto de 1999) é um futebolista uruguaio que atua como meio-campo. Atualmente joga pelo Palmeiras.

## Carreira

### Início
Nascido em Punta del Este, no departamento de Maldonado, Martínez começou a carreira no Charruitas de Maldonado, tendo posteriormente  jogado na seleção do seu Departamento com 13 anos, mesma idade que entrou nas categorias de base do Nacional, levado pelo olheiro do clube Pato López.

### Nacional
Sua adaptação foi complicada em seu primeiro ano clube vivendo na casa que o Nacional disponibilizava para os futebolistas vindos do exterior, tendo sua mãe e seu irmão ido morar com ele, mas como não se adaptaram, Martínez fazia uma viagem de Maldonado (onde morava) à Los Cepedes (sede do clube) todos os dias até começar a ir com um amigo que fazia o mesmo trajeto. Ao atingir 18 anos, Martínez começou morar sozinho. Chegou no clube como um atacante e foi recuando até jogar com um volante camisa 5, onde começou a jogar com regularidade. Antes de subir ao profissional, Martínez fez parte do elenco campeão da Copa Libertadores Sub-20 de 2018.
Fez sua estreia profissional pelo clube uruguaio em 17 de setembro de 2019, na vitória de 4–1 sobre o Liverpool Montevideo em jogo válido pela primeira rodada do Torneio Clasura, entrando aos 79 minutos no lugar de Rafael Garcia. Seu único gol pelo clube foi 2 de fevereiro de 2022, no empate de 2–2 com Fénix na 9ª rodada do Torneio Apertura. Ao todo, disputou 47 partidas pelo Nacional e fez um gol, e conquistou três títulos: os Campeonatos Uruguaios de 2019 e 2020, além da Supercopa Uruguaia de 2021.

### Red Bull Bragantino
Em 30 de janeiro de 2021, foi anunciado como novo reforço do Red Bull Bragantino, assinando até o agosto de 2026 em uma transferência de pouco mais de 4 milhões de dólares e com o Nacional mantndo 30% dos direitos derechos económicos del jugador. Fez sua estreia pelo Massa Bruta em 11 de setembro de 2021, na derrota de 2–1 para o Chapecoense na 20ª rodada do Campeonato Brasileiro.

### Midtjylland
Após consecutivas lesões, Martínez perdeu espaço no Bragantino chegando a não atuar em nenhum jogo em 2022. Então, em 31 de agosto foi anunciado o seu empréstimo ao Midtjylland por um ano, tendo o clube dinamarquês opção comprar após o fim do empréstimo. Martínez estreou pelo clube dinamarquês em 8 de setembro de 2022, em partida contra o Sturm Graz na Liga Europa e atuou em todas partidas antes de ser contratado pelo Midtjylland só perdendo a oitava rodada do Campeonato dinamarquês por um lesão no tendão de Aquiles. Atuações consistentes e boas pelo clube fizeram o Midtjylland comprá-lo logo em setembro do mesmo ano, com Martínez atuando 16 jogos e marcando um gol na altura e assinando contrato até 2027. Comprado por 30 milhões de euros, tornou-se o segundo jogador mais caro da história do clube atrás apenas de Marrony.

### Palmeiras
Em janeiro de 2025, Martínez assinou contrato com o Palmeiras até o final de 2029. Segundo o portal brasileiro ge, o clube paulista pagou 7,5 milhões de dólares (44 milhões de reais, na época), pela transferência. Foi apresentado em 3 de fevereiro, recebendo a camisa de número 32. Fez sua estreia dez dias depois, em uma vitória palmeirense por 3–0 frente ao Inter de Limeira, pelo Campeonato Paulista. Seu primeiro gol pelo clube palestrino foi em abril do mesmo ano, ao fazer o segundo gol de uma vitória por 2–0 contra o Corinthians, pelo Campeonato Brasileiro.

## Seleção Uruguaia
Convocado pela primeira vez à Seleção Uruguaia na primeira lista de 31 convocados do técnico recém-chegado Marcelo Bielsa em 2 de junho, Martínez fez sua estreia pela Celeste em 14 de junho de 2023 no primeiro amistoso dos compromissos, em jogo vencido contra a Nicarágua por 4–1.

## Estilo de jogo
Emiliano Martínez é descrito como um volante que atua na frente dos zagueiros, tendo uma boa visão de jogo para interceptar jogadas, boa estatura, que sabe circular bem a bola, ocupa os espaços, é rápido e protege bem a zona onde joga, podendo também atuar como zagueiro se preciso. Martínez também diz se espelhar e usar como referência Sérgio Busquets e o compatriota Rodrigo Bentancur.

## Estatísticas

### Clubes
Atualizadas até dia 1 de fevereiro de 2022.
| Club                | Temporada         | Campeonato nacional | Campeonato nacional | Campeonato nacional | Copa nacional | Copa nacional | Copa nacional | Competição continental | Competição continental | Competição continental | Outros torneios | Outros torneios | Outros torneios | Total | Total | Total   |
| Club                | Temporada         | Jogos               | Gols                | Assist.             | Apps          | Goals         | Assist.       | Jogos                  | Goals                  | Assist.                | Jogos           | Gols            | Assist.         | Jogos | Goals | Assist. |
| ------------------- | ----------------- | ------------------- | ------------------- | ------------------- | ------------- | ------------- | ------------- | ---------------------- | ---------------------- | ---------------------- | --------------- | --------------- | --------------- | ----- | ----- | ------- |
| Nacional            | 2019              | 1                   | 0                   | 0                   | —             | —             | —             | 0                      | 0                      | 0                      | 0               | 0               | 0               | 1     | 0     | 0       |
| Nacional            | 2020              | 24                  | 1                   | 0                   | —             | —             | —             | 8                      | 0                      | 0                      | —               | —               | —               | 32    | 1     | 0       |
| Nacional            | 2021              | 9                   | 0                   | 0                   | —             | —             | —             | 4                      | 0                      | 0                      | 1               | 0               | 0               | 14    | 0     | 0       |
| Nacional            | Total             | 34                  | 1                   | 0                   | 0             | 0             | 0             | 12                     | 0                      | 0                      | 1               | 0               | 0               | 47    | 1     | 0       |
| Red Bull Bragantino | 2021              | 13                  | 0                   | 0                   | —             | —             | —             | 0                      | 0                      | 0                      | —               | —               | —               | 13    | 0     | 0       |
| Red Bull Bragantino | 2022              | 0                   | 0                   | 0                   | 0             | 0             | 0             | 0                      | 0                      | 0                      | 0               | 0               | 0               | 0     | 0     | 0       |
| Red Bull Bragantino | Total             | 13                  | 0                   | 0                   | 0             | 0             | 0             | 0                      | 0                      | 0                      | 0               | 0               | 0               | 13    | 0     | 0       |
| Total na carreira   | Total na carreira | 44                  | 1                   | 0                   | 0             | 0             | 0             | 12                     | 0                      | 0                      | 1               | 0               | 0               | 60    | 1     | 0       |

## Títulos

### Nacional

#### Base
- Copa Libertadores da América Sub-20: 2018

#### Profissional
- Campeonato Uruguaio: 2019, 2020
- Supercopa Uruguaya: 2021